# 札幌市保養センター駒岡
札幌市保養センター駒岡（さっぽろしほようセンターこまおか）は、北海道札幌市南区真駒内の駒岡地区にある老人休養ホーム。

## 概要
日本国内に2021年現在でおよそ30箇所存在する老人休養ホームのひとつであり、「低廉で健全な保健休養の場及び他の世代との交流を促進する場を提供する」ことを目的として設置している。
駒岡清掃工場で発生する余熱や電気は地下のパイプを通して施設の暖房や照明に活用している。
2010年（平成22年）に実施した札幌市の所謂「事業仕分け」において不要（廃止）という結果が出されたが、存続を求める署名や市議会での陳情が採択されるなどの議論となり、検討委員会を経て存続が決まった。

## 沿革
- 1986年（昭和61年）：札幌市保養センター駒岡オープン。
- 1995年（平成07年）：屋外パークゴルフ場・パットゴルフ場開設[4]。
- 1999年（平成11年）：屋内パークゴルフ場開設[4]。
- 2006年（平成18年）：朝市開設[4]。
- 2010年（平成22年）：札幌市の所謂「事業仕分け」により、不要（廃止）結果となる。
- 2013年（平成25年）：存続決定に伴い、「札幌市保養センター駒岡の活用に係る基本方針」策定。
- 2016年（平成28年）：リニューアルオープン（熱帯植物園及び屋内パークゴルフ場解体、館内のバリアフリー化など実施）[5][6]。

## 施設
- 宿泊室
  - 洋室（2名〜4名定員）
  - 和室（4名〜5名定員）
  - 和洋室（4名定員）
- 大浴場 （日帰り入浴可）
- レストラン・売店
- 研修室・大広間
- 娯楽室・多目的室
- 芝生広場
- 野外ステージ
- 屋外パークゴルフ場・パットゴルフ場（休止中）

## アクセス
10名以上の団体や2名以上で特定の宿泊プラン利用の場合は、札幌市内からの無料送迎バスを運行している。
- 札幌ばんけい（ばんけいバス）「保養センター駒岡」バス停下車
- 札幌市営地下鉄南北線真駒内駅から車で約10分

## 参考資料
- “札幌市保養センター駒岡の活用に係る基本方針” (PDF).  札幌市 (2013年). 2018年3月5日閲覧。